# George Frederick Baird
Pour les articles homonymes, voir Baird.
George Frederick Baird (1851-1899) est un avocat et un homme politique canadien du Nouveau-Brunswick.

## Biographie
George Frederick Baird naît le 5 septembre 1851 à Wickham au Nouveau-Brunswick. 
Agriculteur de profession, la politique l'attire et il devient conseiller pour le gouvernement régional du comté de Kent de 1913 à 1925.
Conservateur, sa carrière politique commence lorsqu'il devient échevin à Saint-Jean. Il est ensuite élu député fédéral de la circonscription de Queen's le 22 février 1887 face à George Gerald King mais démissionne le 24 novembre de la même année car son élection était contestée. Deux mois plus tard, il remporte l'élection suivante et retrouve son siège de député le 18 janvier 1888, face au même candidat. Il perd l'élection du 5 mars 1891, toujours face à King, mais est déclaré vainqueur par une décision de la cour le 25 février 1892
George Frederick Baird meurt le 29 avril 1899.